# Акидабан
Акидабан (порт. Aquidabã) — муниципалитет в Бразилии, входит в штат Сержипи. Составная часть мезорегиона Сельскохозяйственный район штата Сержипи. Входит в экономико-статистический микрорегион Носа-Сеньора-дас-Дорис. Население составляет 19 873 человека на 2006 год. Занимает площадь 370,2 км². Плотность населения — 53,68 чел./км².

## История
Город основан 4 апреля 1882 года.

## Статистика
- Валовой внутренний продукт на 2004 составляет 58.498.111,00 реалов (данные: Бразильский институт географии и статистики).
- Валовой внутренний продукт на душу населения на 2004 составляет 3.014,43 реалов (данные: Бразильский институт географии и статистики).
- Индекс развития человеческого потенциала на 2000 составляет 0,605 (данные: Программа развития ООН).